# Zuzana Kanócz
Zuzana Kanócz (ur. 21 listopada 1979 w Koszycach) – słowacka aktorka.
W 2007 r. została laureatką nagród DOSKY w kategorii najlepsza aktorka za rolę w sztuce Portia Coughlanová.

## Filmografia
Filmy telewizyjne
- 2002: Kruté radosti
- 2005: Mężczyzna idealny (Román pro ženy)
- 2008: Nebo, peklo... zem

Seriale telewizyjne
- 2005: Medzi nami
- 2007: Ordinácia v ružovej záhrade
- 2012: Horúca krv
- 2015: Labyrint
- 2016: Za Sklom I.
- 2017: Tajné životy
- 2018: Za Sklom II.
- 2020/2021: Červené pásky